# Chasselas de Moissac
Le chasselas de Moissac est une dénomination qui désigne un raisin de table frais ou de longue conservation produit dans le Bas Quercy.
En 1977, il obtient l'appellation d'origine contrôlée (AOC), et depuis juin 1996, au niveau européen, l'appellation  « Chasselas de Moissac » est reconnue comme une appellation d'origine protégée (AOP), et son cahier des charges modifié, en octobre 2008. La culture du chasselas de Moissac a été répertorié par l'inventaire du patrimoine culturel immatériel en France en 2016. 

## Histoire

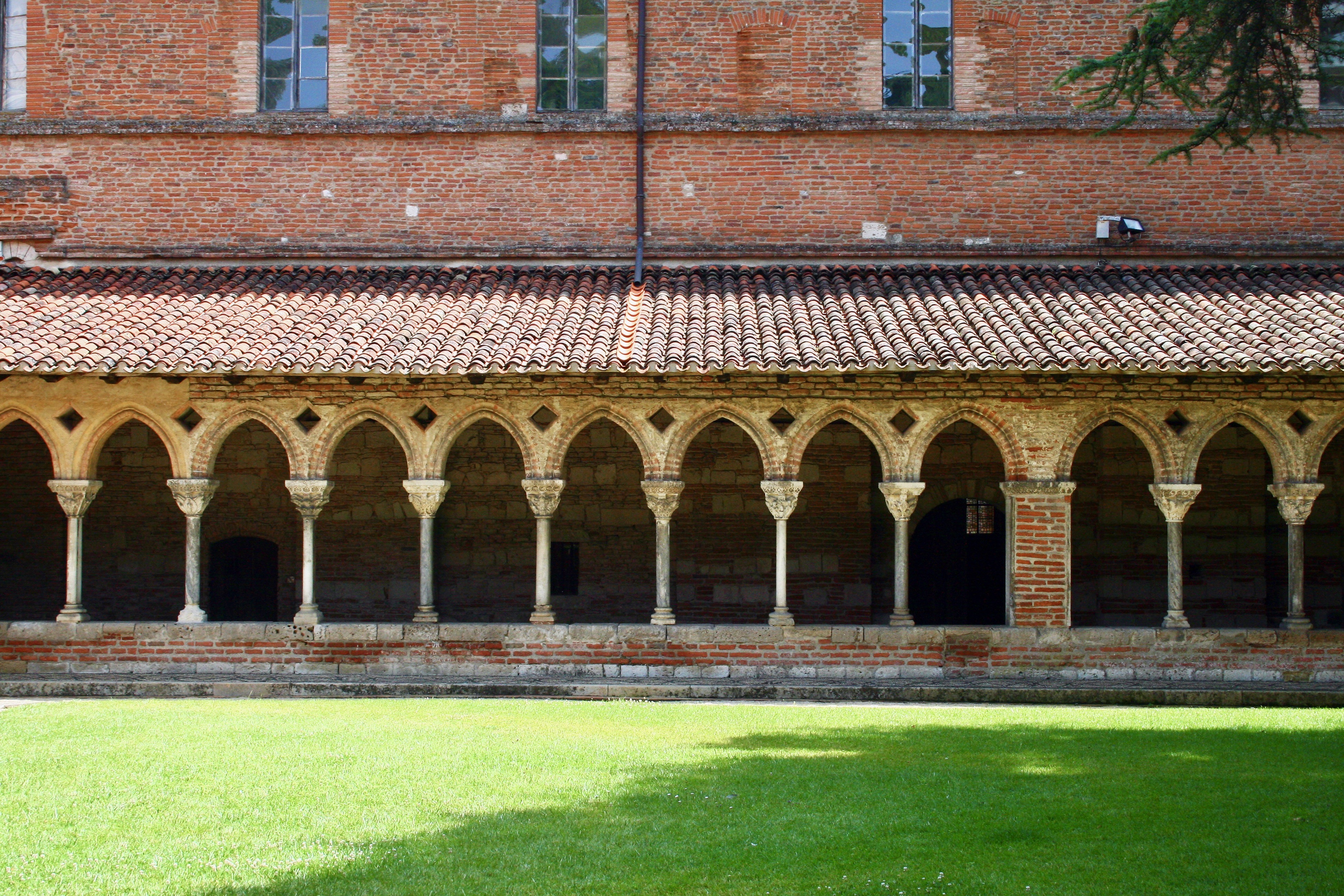
La viticulture a été développée par les moines de Moissac.

La culture de la vigne dans cette région remonte à l'époque des Romains. Le chasselas est introduit à Moissac dès le Moyen Âge. L'abbaye Saint-Pierre de Moissac va développer la viticulture dans ses domaines. 
Qualitatif et connu des grands du royaume, il sera implanté au XVIIIe siècle à Fontainebleau (voir chasselas de Thomery) pour la consommation de la cour. 
Tantôt planté en raisin de table, tantôt pour la vinification, le terroir devient à raisin de table au XIXe siècle. L'arrivée du chemin de fer en 1858, ouvre des marchés et la culture gagne tous les coteaux du nord de la Garonne. La culture familiale devient commerciale. La crise du phylloxera ne fait que ralentir la progression. En 1914, la surface atteint 4 000 ha. Dans les années 1930, la ville de Moissac devient "cité uvale", un centre de cure de raisin basé sur le modèle des cures thermales. L'argent du raisin doit servir à aménager promenade, piscine, plage, centre de course, casino... Dans les faits, seuls un grand hôtel et l'uvarium (rotonde pour la dégustation du chasselas et de son jus) seront réalisés. La production après la guerre baisse: la main d'œuvre nécessaire est importante et devient chère. Des producteurs peu scrupuleux tentent d'usurper le nom de Moissac pour leur production. Un jugement du tribunal de Moissac reconnait l'appellation en 1953. L'AOC sera reconnue par l'INAO en 1971 et par l'Europe en AOP en 1996. Dernière innovation la même année, les producteurs utilisent une barquette identifiée pour commercialiser leur fragile produit à l'abri des manipulations malencontreuses.

## Aire géographique
Elle se situe dans le nord-ouest du Tarn-et-Garonne et le sud-ouest du Lot, dans le Quercy. Elle concerne des coteaux argilo-calcaires orientés sud ou sud-ouest.

## Production

### Encépagement
Le seul cépage inscrit au décret d'appellation est le chasselas blanc B. 

### Culture

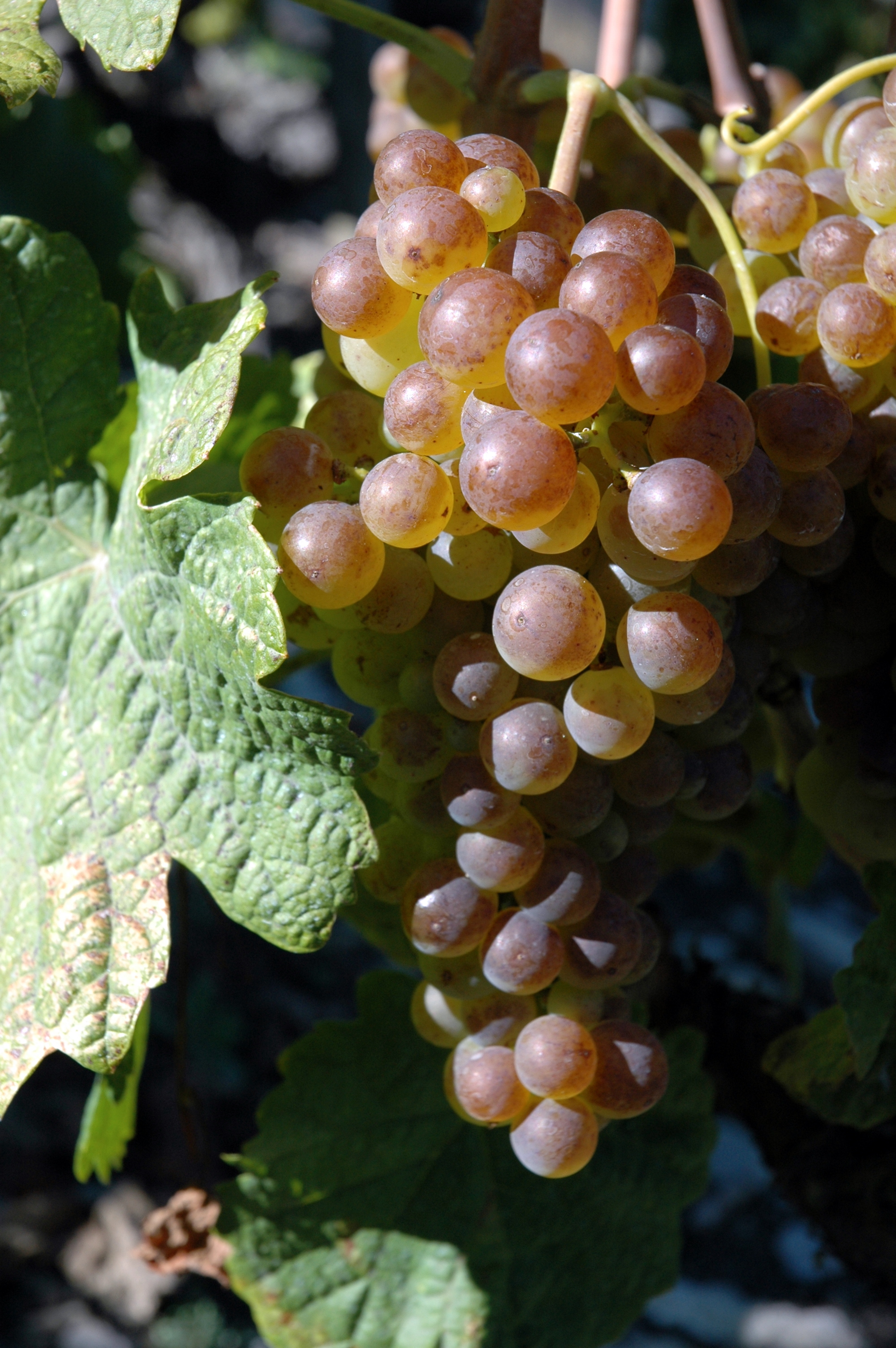
Chasselas blanc aux grains dorés côté soleil.

- Plantation: La densité de plantation doit être supérieure à 3 300 ceps par hectare avec des rangs de 3 mètres de large au maximum pour les vignes à un plan de palissage. Pour les vignes à deux plans de palissage, le décret préconise 2 500 ceps/ha et 3,5 m de large.
- La taille est le guyot simple ou double avec un nombre d'yeux (bourgeon fructifère) maximum de 55 000 /ha pour un plan de palissage et 60 000 pour deux plans.
- Les vignes sont cultivées sans irrigation fertilisante.
- L'aération du feuillage doit favoriser une bonne maturation du raisin; pour ce, un palissage à un ou deux plans est préconisé.

### Récolte
- Rendement: il est limité à 16 tonnes par hectare à la parcelle mais il est à 13 tonnes/ha sur l'ensemble de l'exploitation.
- Début de récolte: la récolte peut commencer dès la publication d'un ban des vendanges publiée par arrêté préfectoral.
- Mode opératoire: la récolte est manuelle; elle doit se faire en cagettes qui respectent la fragilité du produit sur une seule couche. La récolte doit se faire en plusieurs passages pour atteindre la maturité optimale.
- Préparation du produit: l'exploitation doit disposer d'un atelier de ciselage destiné à retirer les grains non conformes à l'AOC. (abîmés, pas assez mûrs, touchés par la grêle...) Une chambre froide pour rafraichir et conserver le raisin doit lui être adjointe dont la température, l'hygrométrie et l'atmosphère doivent être contrôlées.

## Produit

### Présentation
Il s'agit d'un raisin commercialisé en frais. La grappe est souple, les grains ronds et dorés. Des petits taches mates sont dues aux coups de soleil que les grappes ont subis. Ils sont un gage de bonne maturité. Les grains doivent avoir gardé leur pruine, garante d'une manipulation très douce. La richesse en sucre doit être au moins de 150 g/l. Les grappes doivent peser au moins 100 grammes. 

### Conditionnement
Le raisin est conditionné en petites cagettes sur une seule couche. L'emballage doit porter la mention chasselas de Moissac écrit avec les plus gros caractères de l'étiquette. Doivent y être mentionnés appellation d'origine contrôlée et le nom du producteur.

## Production
400 viticulteurs travaillent 1 250 ha de vigne. 5 à 8 000 tonnes sont commercialisées. 40 % pour la vente au détail, 60 % dans la grande distribution.

## Dans la culture populaire
Simon Gobès a interprété en 1983 "Les Raisins de Moissac", qui présente le Chasselas comme l'une des spécialités françaises mémorables que l'être aimé lui a déjà fait découvrir, aux côtés des pêches de Provence.